# إيغور ماكسيموفيتش
إيغور ماكسيموفيتش هو لاعب كرة قدم صربي في مركز الوسط، ولد في 31 يوليو 1999 في ياغودينا في صربيا. لعب مع نادي فودوفاك ‏.

## وصلات خارجية
- إيغور ماكسيموفيتش على موقع قاعدة بيانات كرة القدم.إي يو (الإنجليزية)
- إيغور ماكسيموفيتش على موقع Soccerway.com (الإنجليزية)